# Bricklin SV-1
Bricklin SV-1 — канадский полуспортивный автомобиль, выпускавшийся с 1974 по 1976 годы на заводе Bricklin Canada Co. в городе Сент-Джон в провинции Нью-Брансуик. Автомобили этой марки были созданы для американского рынка, но также завозились в Канаду. Кузова для них изготавливались из стеклопластика. В силовую структуру кузова входил жёсткий каркас. Первые автомобили этой марки были укомплектованы двигателем фирмы AMC 360 мощностью 229 л. с. и 4-ступенчатой АКПП Chrysler. На них, как и на последующих автомобилях, были установлены двери типа «крыло чайки». Этот автомобиль был разрекламирован как самое безопасное транспортное средство.
Первое поколение автомобилей Bricklin было выпущено ограниченным количеством — всего 140 штук. Спрос на автомобили Bricklin был очень низким из-за следующих факторов:
- медленно открывались двери (причиной этого было то, что на первых автомобилях этой марки устанавливался гидроэлектрический механизм открытия дверей. В последующие годы его сменил пневматический механизм, после чего двери стали открываться за 2 секунды, а не за 10, как ранее);
- появившиеся на поверхности кузова царапины невозможно было удалить;
- длительная стоянка автомобиля на солнце вызывала коробление поверхности кузова.

Уже с 1975 года на автомобили этой марки стали устанавливать двигатели Ford Windsor и 3-ступенчатые АКПП Ford. Эти двигатели обладали меньшей мощностью (175 л. с), после чего резко возросло число претензий к автомобилю и вскоре (в 1976 году) выпуск прекратился. В наши дни существует клуб владельцев Bricklin.